# عملية رولر كوستر
عملية رولر كوستر هي عبارة عن سلسلة من 4 تجارب نووية أجرتها المملكة المتحدة في عام 1963 في موقع اختبار نيفادا. سبقت هذه الاختبارات سلسلة عملية ستوراكس وتلتها سلسلة عملية نيبليك.